# Fischereihafen
Fischereihafen, Bremerhaven-Fischereihafen — dzielnica miasta Bremerhaven w Niemczech, w okręgu administracyjnym Süd, w kraju związkowym Brema. 
W dzielnicy znajduje się lotnisko Bremerhaven.